# Nagato (thiết giáp hạm Nhật)
Nagato (tiếng Nhật: 長門, Trường Môn), được đặt theo tên tỉnh Nagato, là một thiết giáp hạm siêu-dreadnought được chế tạo cho Hải quân Đế quốc Nhật Bản. Nagato là chiếc thiết giáp hạm đầu tiên trên thế giới được trang bị pháo chính 16 inch (trong thực tế là 16,1 inch tức 410 mm), cùng với lớp vỏ giáp bảo vệ và tốc độ khiến cho nó trở thành một trong những tàu chiến mạnh mẽ nhất vào thời điểm nó được đưa ra hoạt động. Hoàn thành vào năm 1920 như là chiếc mở đầu trong lớp tàu của nó, Nagato đã tham gia hoạt động tìm kiếm cứu hộ những người sống sót trong Đại thảm họa động đất Kantō vào năm 1923. Con tàu được hiện đại hóa trong giai đoạn 1934-1936 với những cải tiến về vỏ giáp, máy móc thiết bị và xây dựng lại một kiến trúc thượng tầng. Nagato tham gia một thời gian ngắn trong Chiến tranh Trung–Nhật vào năm 1937 và là soái hạm của Đô đốc Yamamoto Isoroku trong Trận tấn công Trân Châu Cảng. Nó che đậy việc rút lui của các tàu tấn công và không tham chiến trong cuộc tấn công này.
Ngoài việc tham gia Trận chiến Midway vào tháng 6 năm 1942, nơi nó không chiến đấu, con tàu đã dành phần lớn thời gian trong hai năm đầu tiên của Chiến tranh Thái Bình Dương để huấn luyện trong vùng biển quê hương. Nó được chuyển đến Truk vào giữa năm 1943, nhưng không tham chiến cho đến Trận chiến biển Philippines vào giữa năm 1944 khi nó bị máy bay Hoa Kỳ tấn công. Nagato đã không khai hỏa vũ khí chính của mình chống lại tàu địch cho đến Trận chiến vịnh Leyte vào tháng 10. Nó bị hư hại nhẹ trong trận chiến và trở về Nhật Bản vào tháng sau. Hải quân Đế quốc Nhật Bản đã hết nhiên liệu vào thời điểm này và quyết định không sửa chữa hoàn toàn cho con tàu. Nagato đã được chuyển đổi thành một chiếc tàu nổi chống máy bay và được giao cho nhiệm vụ bảo vệ bờ biển. Nó bị tấn công vào tháng 7 năm 1945 như một phần trong chiến dịch của Hoa Kỳ nhằm tiêu diệt các tàu chiến chủ lực cuối cùng còn lại của Hải quân Đế quốc Nhật Bản, nhưng con tàu chỉ bị hư hỏng nhẹ và là chiếc thiết giáp hạm Nhật Bản duy nhất còn sống sót sau Chiến tranh thế giới thứ hai. Đến giữa năm 1946, con tàu trở thành mục tiêu cho các cuộc thử nghiệm vũ khí hạt nhân trong Chiến dịch Crossroads. Nó sống sót trong lần thử nghiệm đầu tiên với thiệt hại nhẹ, nhưng sau đó bị đánh chìm trong lần thử nghiệm thứ hai.

## Thiết kế và chế tạo

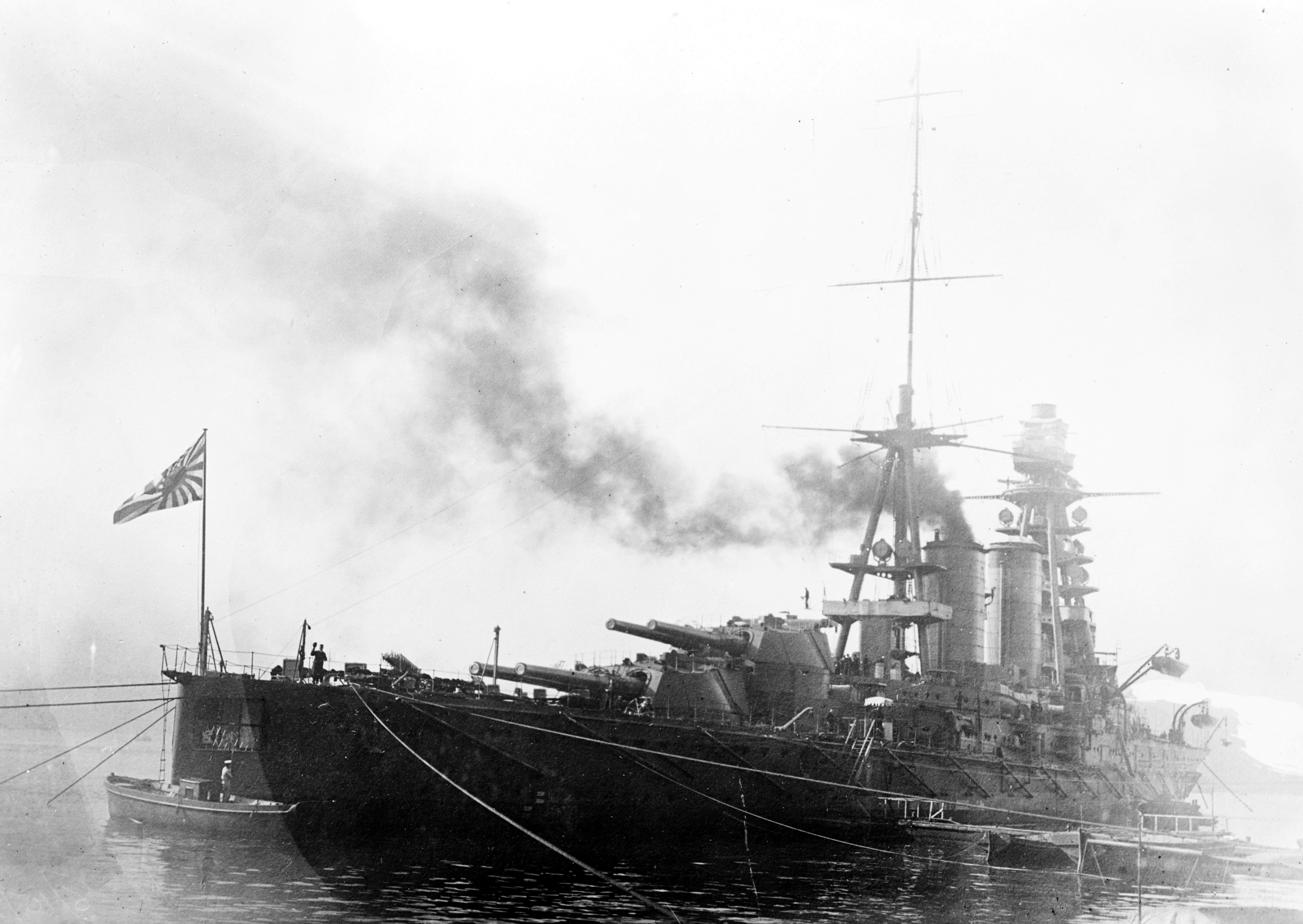
Thiết giáp hạm Nagato vào đầu những năm 1920

Nagato được đặt lườn tại Xưởng Hải quân Kure vào ngày 28 tháng 8 năm 1917, được hạ thủy vào ngày 9 tháng 11 năm 1919, và công việc chế tạo được hoàn tất vào ngày 15 tháng 11 năm 1920.
Nó trải qua một cuộc cải tiến lớn vào năm 1936, thay thế các nồi hơi đốt bằng than, nâng cấp vỏ giáp (lắp thêm giáp chống ngư lôi và tăng độ dày của boong tàu) cùng các khẩu pháo phòng không.

## Lịch sử hoạt động trong Thế Chiến II

### Trân Châu Cảng và Midway

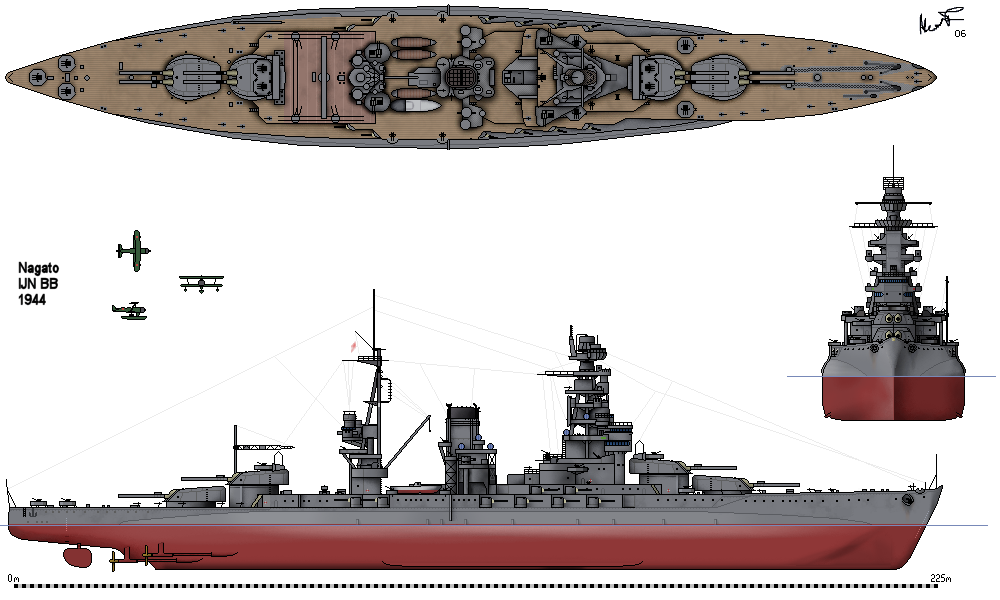
Bản vẽ chiếc Nagato như nó hiện hữu vào năm 1944

Vào lúc bắt đầu Thế Chiến II, Nagato dưới quyền chỉ huy của thuyền trưởng Yano Hideo, và cùng với chiếc thiết giáp hạm chị em với nó là chiếc Mutsu hình thành nên Đội Tàu thiết giáp 1. Nagato là soái hạm của Hạm đội Liên Hợp, cắm cờ hiệu của Đô đốc Isoroku Yamamoto. Vào ngày 2 tháng 12 năm 1941, chính chiếc Nagato đã gửi đi bức điện "Niitakayama nobore 1208" (leo núi Niitaka vào lúc 12/08 giờ Nhật Bản) ra hiệu lệnh cho Lực lượng Đặc nhiệm Tàu sân bay tấn công Trân Châu Cảng đánh dấu việc Nhật Bản mở màn chiến cuộc ở Mặt trận Thái Bình Dương.
Vào ngày 12 tháng 2 năm 1942, Đô đốc Yamamoto chuyển cờ hiệu của ông sang chiếc thiết giáp hạm mới Yamato.
Trong trận Midway, Nagato lên đường cùng với các thiết giáp hạm Yamato và Mutsu, tàu sân bay Hosho, tàu tuần dương Sendai, chín tàu khu trục và bốn tàu hỗ trợ như là lực lượng chính của Đô đốc Yamamoto vào tháng 6 năm 1942 nhưng đã không tham gia tác chiến. Nó quay trở về Nhật Bản cùng với những người trên chiếc tàu sân bay Kaga còn sống sót được cứu vớt.
Trong năm 1943, dưới sự chỉ huy của Thuyền trưởng Hayakawa Mikio, Nagato đặt căn cứ tại Truk trong quần đảo Caroline. Sau cuộc triệt thoái khỏi Truk vào tháng 2 năm 1944, nó đặt căn cứ tại Lingga gần Singapore.

### Trận chiến biển Philippines và Hải chiến vịnh Leyte
Vào tháng 6 năm 1944 nó tham gia vào Chiến dịch A-Go, một cuộc tấn công vào lực lượng Đồng Minh trong quần đảo Mariana. Trong Trận chiến biển Philippines diễn ra vào ngày 19 tháng 6 năm 1944, nó bị máy bay Mỹ tấn công nhưng không bị thiệt hại.
Vào tháng 10 năm 1944, nó tham gia vào chiến dịch Shō-1 tấn công lên lực lượng đổ bộ Đồng Minh lên đảo Leyte. Vào ngày 24 tháng 10 năm 1944 trong trận chiến biển Sibuyan, Nagato bị nhiều đợt máy bay ném bom bổ nhào Mỹ tấn công. Lúc 14 giờ 16 phút, nó trúng phải hai quả bom được ném bởi máy bay từ các tàu sân bay Franklin và Cabot. Quả bom thứ nhất làm vô hiệu hóa một số khẩu đội pháo và gây hư hại cho lỗ hút gió của nồi hơi số 1, làm ngừng một trục mất 25 phút cho đến khi lỗ hút gió được dọn sạch. Quả bom thứ hai đánh trúng nhà ăn và phòng liên lạc vô tuyến phía trước, giết chết 52 người và làm bị thương 106 người khác. Vào ngày 25 tháng 10, lực lượng chính của Hạm đội Cơ động Nhật Bản vượt qua eo biển San Bernardino và hướng đến Vịnh Leyte. Trong trận Samar, Nagato đối đầu cùng các tàu sân bay hộ tống và các tàu khu trục thuộc Đội Đặc nhiệm 77.4.3 Mỹ. Lúc 06 giờ 01 phút nó khai hỏa vào tàu sân bay hộ tống St. Lo, lần đầu tiên nó sử dụng các khẩu pháo chính lên tàu đối phương, nhưng bị trượt. Lúc 06 giờ 54 phút, tàu khu trục Heermann phóng một loạt ngư lôi nhắm vào chiếc thiết giáp hạm Haruna; những quả ngư lôi trượt khỏi chiếc Haruna nhưng lại hướng đến Yamato và Nagato đang chạy cùng hướng. Hai chiếc thiết giáp hạm bị buộc phải tạm ngưng tác chiến quay đầu về hướng Bắc một quãng 16 km (10 dặm) cho đến khi các quả ngư lôi hết nhiên liệu. Khi quay trở lại, Nagato tiếp tục giáp chiến cùng các tàu sân bay hộ tống Mỹ, bắn 45 quả đạn 410 mm (16,1 inch) và 92 quả đạn 140 mm (5,5 inch).
Lúc 09 giờ 10 phút Đô đốc Takeo Kurita ra lệnh cho hạm đội kết thúc cuộc tấn công và hướng lên phía Bắc. Đến 10 giờ 20 phút ông lại ra lệnh cho hạm đội lại hướng về phía Nam, nhưng vì hạm đội phải chịu đựng những đợt không kích ngày càng căng thẳng, ông lại ra lệnh rút lui vào lúc 12 giờ 36 phút. Đến 12 giờ 43 phút Nagato bị đánh trúng trước mũi hai quả bom nhưng thiệt hại không nghiêm trọng.
Đang khi rút lui trong ngày 26 tháng 10 hạm đội Nhật Bản tiếp tục chịu đựng các trận không kích liên tục. Nagato bị máy bay ném bom bổ nhào từ tàu sân bay Hornet tấn công, và trúng phải bốn quả bom khiến 38 người chết và 105 người bị thương. Trong ngày hôm đó nó đã bắn 99 quả đạn 410 mm (16,1 inch) và 653 quả đạn 140 mm (5,5 inch).
Ngày 25 tháng 11 năm 1944, Nagato về đến Yokosuka để sửa chữa. Tình trạng thiếu hụt nhiên liệu và vật liệu khiến cho nó không thể được đưa vào phục vụ trở lại. Đến tháng 2 năm 1945, nó được tái bố trí làm tàu phòng thủ duyên hải. Vào tháng 6 năm 1945, số pháo hạng nhì và pháo phòng không của nó được tháo dỡ và đem lên bờ. Vào ngày 18 tháng 7 năm 1945 nó bị tấn công tại Yokusuka bởi máy bay tiêm kích-ném bom và máy bay ném ngư lôi từ các tàu sân bay Essex, Randolph, Bennington, Shangri-La và Belleau Wood. Nagato bị trúng phải ba quả bom, quả thứ 1 rơi trúng tháp chỉ huy của tàu. Quả bom đó đã giết chết sĩ quan chỉ huy là Chuẩn Đô đốc Otsuka Miki và 12 thủy thủ Nhật đang có mặt ở đó. Quả thứ 2 rơi trúng tháp pháo số 3, giết chết 21 thủy thủ Nhật và làm hỏng 4 khẩu pháo phòng không Type 96 của nó.

## Thử nghiệm nguyên tử trên đảo san hô vòng Bikini

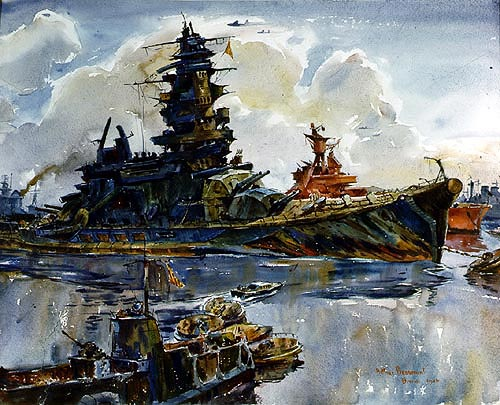
Thiết giáp hạm Nhật Bản Nagato sau vụ nổ Baker. Tranh màu nước của Arthur Beaumont, 1946

Vào ngày 30 tháng 8 năm 1945, sau khi Nhật Bản đầu hàng, Nagato là chiếc thiết giáp hạm Nhật Bản duy nhất còn sống sót. Các thủy thủ Mỹ từ chiếc USS Horace A. Bass (LPR-124) đã chiếm giữ và điều khiển con tàu.
Vào tháng 3 năm 1946, nó được đưa từ Yokusuka đến đảo san hô vòng Bikini để tham gia Chiến dịch Crossroads, một chương trình thử nghiệm bom nguyên tử của Lục quân và Hải quân Hoa Kỳ. Trên chuyến hải hành cuối cùng này, nó được chỉ huy bởi Thuyền trưởng W. J. Whipple và một thủy thủ đoàn của Hải quân Hoa Kỳ (khoảng 180 người). Nó đang ở trong tình trạng rất kém đến mức nó phải được kéo vào đảo san hô Eniwetok để được sửa chữa một cách tạm thời để có thể đi tiếp.
Trong thử nghiệm thứ nhất mang tên Able, một vụ nổ nguyên tử trên không trung vào ngày 1 tháng 7 năm 1946, nó ở cách tâm vụ nổ khoảng 1.500 m (1.640 yard) và chỉ bị thiệt hại nhẹ. Tuy nhiên, trong thử nghiệm thứ hai mang tên Baker, một vụ nổ dưới nước vào ngày 25 tháng 7 năm 1946 đã khiến nó bị hư hỏng nặng và bị chìm sau đó 5 ngày trong trạng thái lật úp.

## Lá cờ của Nagato
Lá cờ hiệu Hải quân Nhật Bản trên chiếc Nagato đã được một sĩ quan chỉ huy của Hải quân Hoa Kỳ giữ. Nó được con gái của ông đưa ra trong một chương trình đánh giá cổ vật mang tên Nandemo Kanteidan, và được trình chiếu trên TV Tokyo vào tháng 9 năm 2005. Lá cờ hiệu đã được ước định giá là 10 triệu yen. Sau khi chương trình kết thúc, vị khách mời của chương trình Kouji Ishizaka đã mua lại lá cờ với giá trên và tặng lại cho Bảo tàng Thiết giáp hạm Yamato ở Kure, Hiroshima vào tháng 9 năm 2006.

## Phiên bản trong phim Tora! Tora! Tora!
Trong Tora! Tora! Tora!, một bộ phim miên tả lại cuộc tấn công Trân Châu Cảng cùng những sự kiện khiến dẫn đến trận chiến này, một mô hình chính xác có kích thước lớn như thật của chiếc Nagato đã được chế tạo, và đã xuất hiện trong đoạn mở đầu của bộ phim này.

## Danh sách thuyền trưởng
- Nobutaro Iida (sĩ quan trang bị trưởng): 20 tháng 11 năm 1919 - 25 tháng 11 năm 1920
- Nobutaro Iida: 25 tháng 11 năm 1920 - 1 tháng 12 năm 1921
- Kanari Kabayama: 1 tháng 12 năm 1921 - 10 tháng 11 năm 1922
- Yoshio Takahashi: 10 tháng 11 năm 1922 - 1 tháng 12 năm 1923
- Seizo Sakonji: 1 tháng 12 năm 1923 - 1 tháng 12 năm 1924
- Susumu Nakajima: 1 tháng 12 năm 1924 - 22 tháng 8 năm 1925
- Masaharu Osoekawa: 22 tháng 8 năm 1925 - 1 tháng 12 năm 1926
- Kiyoshi Hasegawa: 1 tháng 12 năm 1926 - 1 tháng 12 năm 1927
- Shigeru Matushita: 1 tháng 12 năm 1927 - 10 tháng 12 năm 1928
- Tsugumatsu Inoue: 10 tháng 12 năm 1928 - 30 tháng 11 năm 1929
- Kichijiro Hamada: 30 tháng 11 năm 1929 - 1 tháng 12 năm 1930
- Kamezaburo Nakajima: 1 tháng 12 năm 1930 - 10 tháng 10 năm 1931
- Keitaro Hara: 10 tháng 10 năm 1931 - 1 tháng 12 năm 1931
- Teijiro Sugisaka; 1 tháng 12 năm 1931 - 4 tháng 3 năm 1932
- Minoru Sonoda: 4 tháng 3 năm 1932 - 1 tháng 12 năm 1932
- Sekizo Uno: 1 tháng 12 năm 1932 - 15 tháng 11 năm 1933
- Kenichi Sada: 15 tháng 11 năm 1933 - 15 tháng 11 năm 1934
- Katsumi Yukishita: 15 tháng 11 năm 1934 - 15 tháng 7 năm 1935
- Jiro Saito: 15 tháng 7 năm 1935 - 1 tháng 12 năm 1936
- Tomoshige Samejima: 1 tháng 12 năm 1936 - 1 tháng 12 năm 1937
- Torahiko Nakajima: 1 tháng 12 năm 1937 - 15 tháng 11 năm 1938
- Kakuji Kakuta: 15 tháng 11 năm 1938 - 15 tháng 12 năm 1938
- Shigeru Fukudome: 15 tháng 12 năm 1938 - 5 tháng 11 năm 1939
- Sakae Tokunaga: 5 tháng 11 năm 1939 - 15 tháng 10 năm 1940
- Shinzo Onishi: 15 tháng 10 năm 1940 - 11 tháng 8 năm 1941
- Hideo Yano: 11 tháng 8 năm 1941 - 10 tháng 11 năm 1942
- Sojiro Hisamune: 10 tháng 11 năm 1942 - 2 tháng 8 năm 1943
- Mikio Hayakawa: 2 tháng 8 năm 1943 - 25 tháng 12 năm 1943 (được thăng lên Chuẩn Đô đốc ngày 1 tháng 11 năm 1943.)
- Yuji Kobe: 25 tháng 12 năm 1943 - 20 tháng 12 năm 1944 (được thăng lên Chuẩn Đô đốc ngày 15 tháng 10 năm 1944.)
- Kiyomi Shibuya: 20 tháng 12 năm 1944 - 27 tháng 4 năm 1945
- Chuẩn Đô đốc Miki Otsuka: 27 tháng 4 năm 1945 - 18 tháng 7 năm 1945 (tử trận, được truy thăng lên Phó Đô đốc)
- Chuẩn Đô đốc Masamichi Ikeguchi: 18 tháng 7 năm 1945 - 20 tháng 8 năm 1945
- Shuichi Sugino: 20 tháng 8 năm 1945 - 2 tháng 9 năm 1945